# Loser Love
Loser Love è un film canadese del 1999 diretto da Jean-Marc Vallée.